# Cypripedium acaule
Cypripedium acaule là một loài thực vật có hoa trong họ Lan. Loài này được Aiton mô tả khoa học đầu tiên năm 1789.

## Hình ảnh

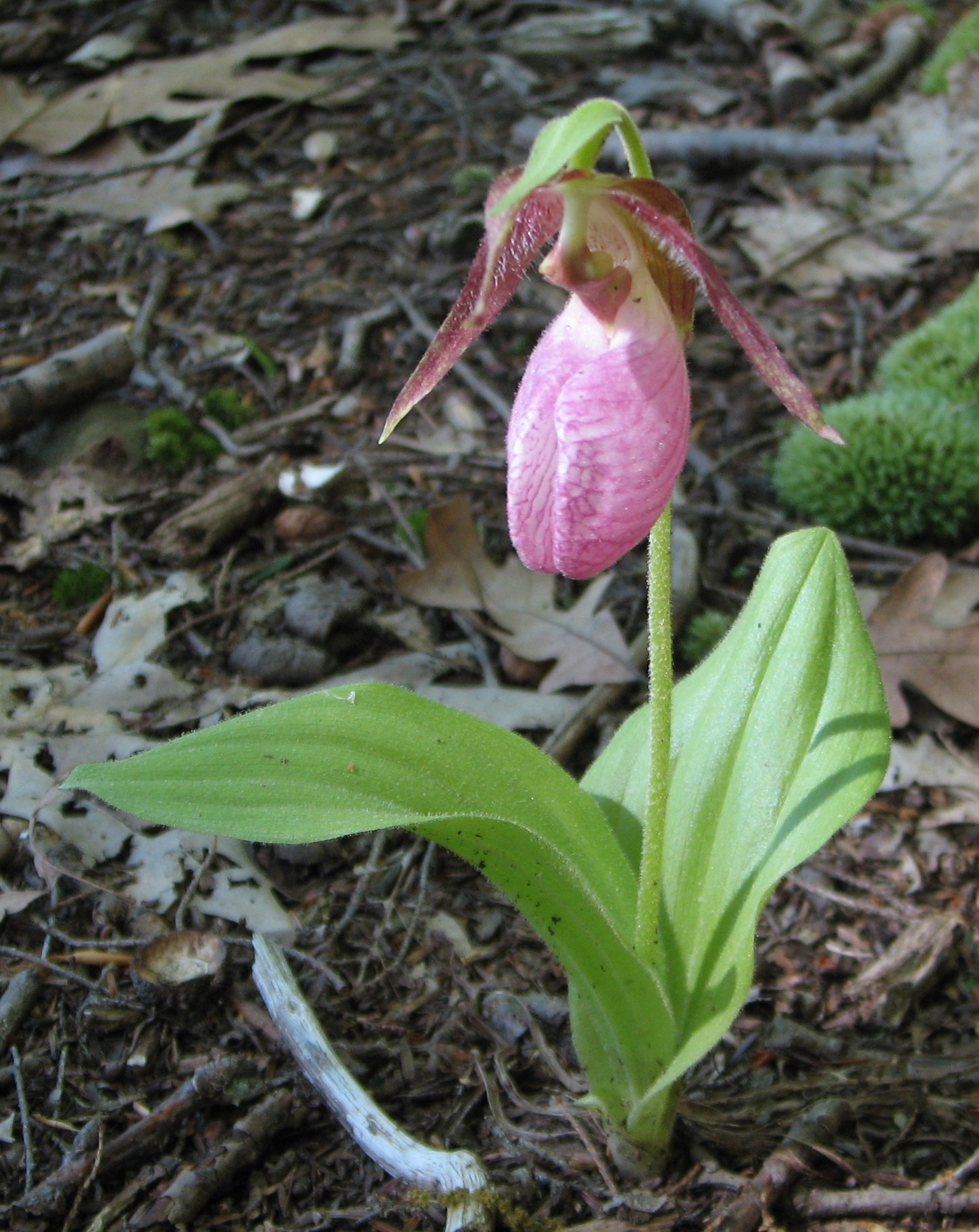
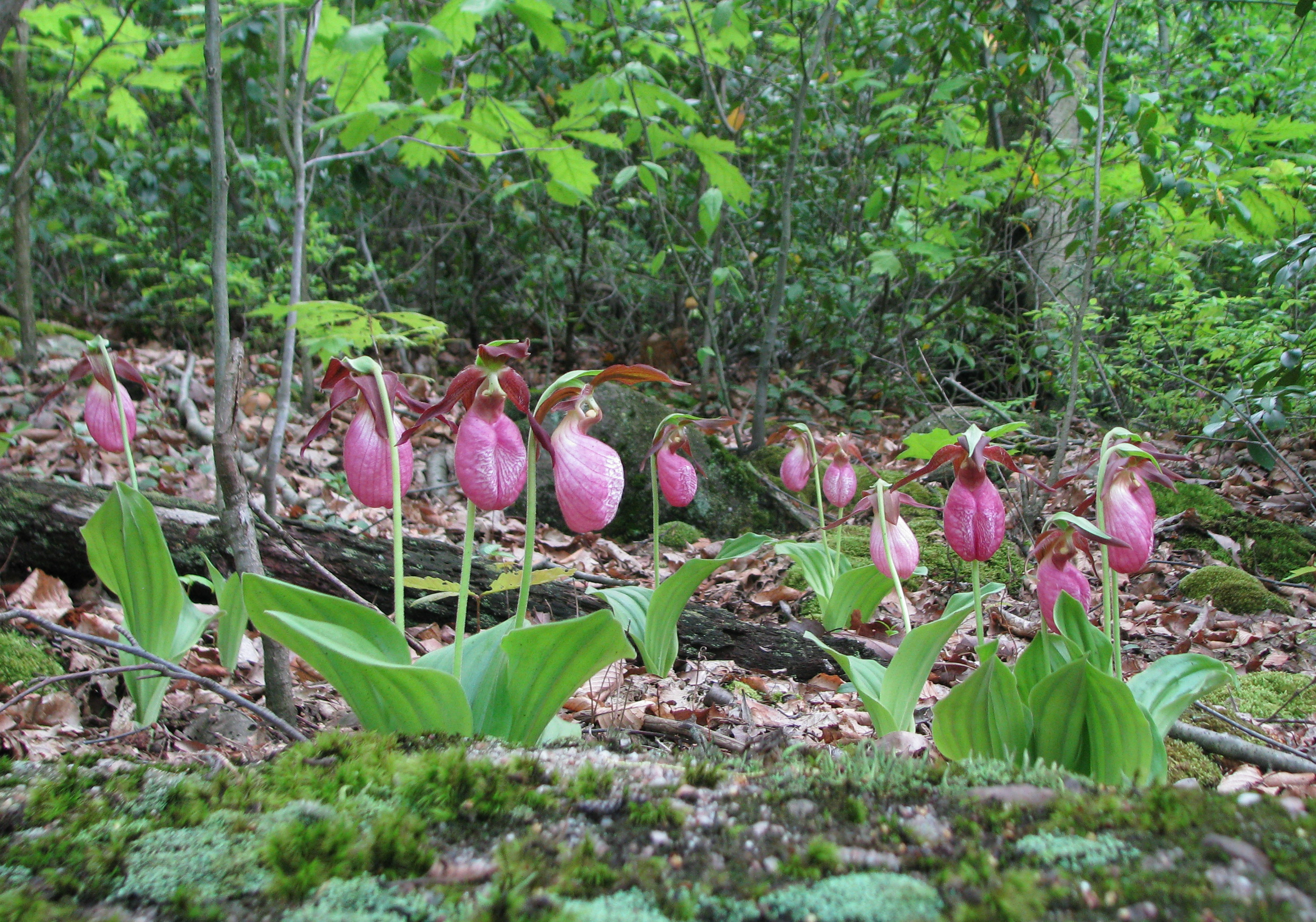
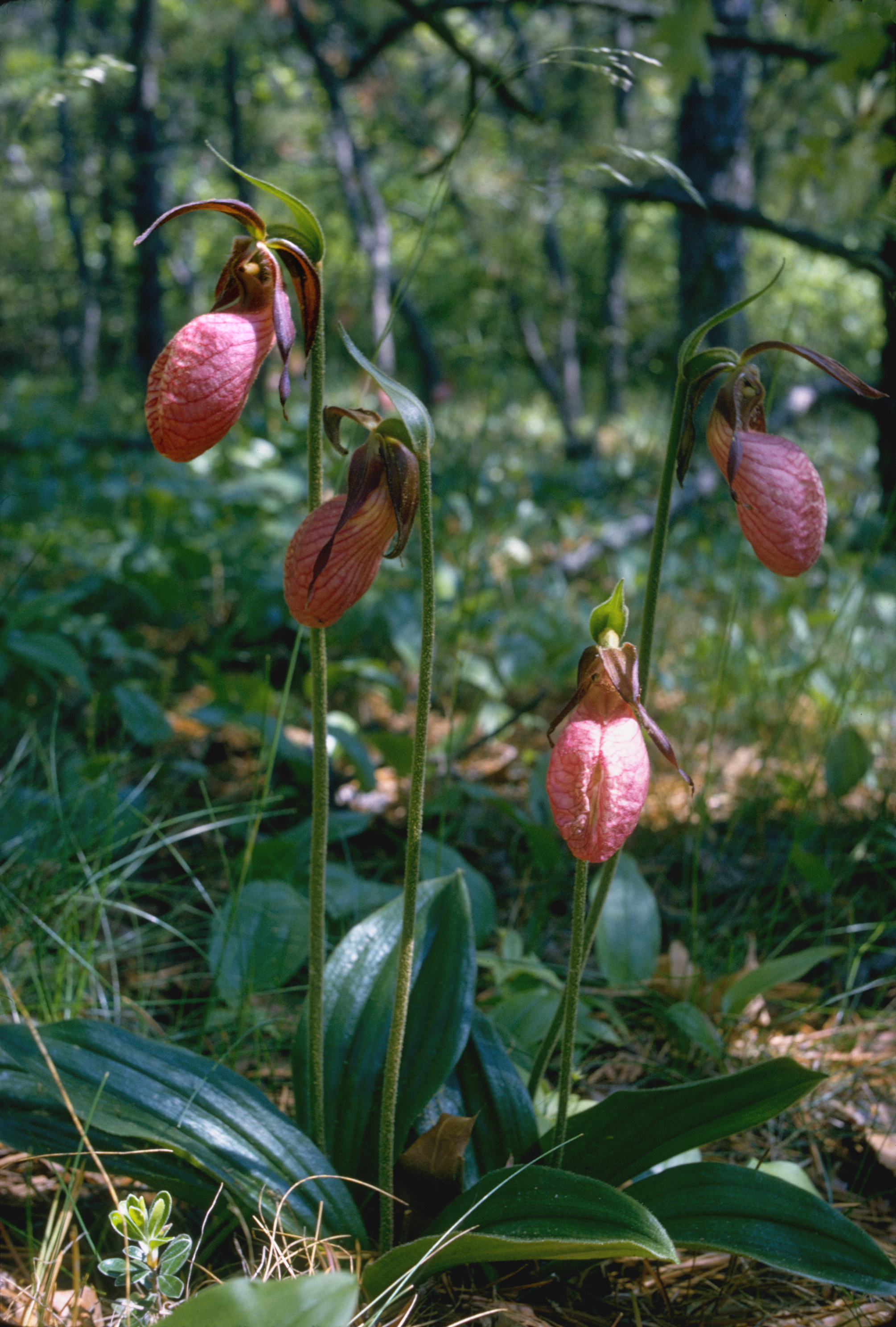
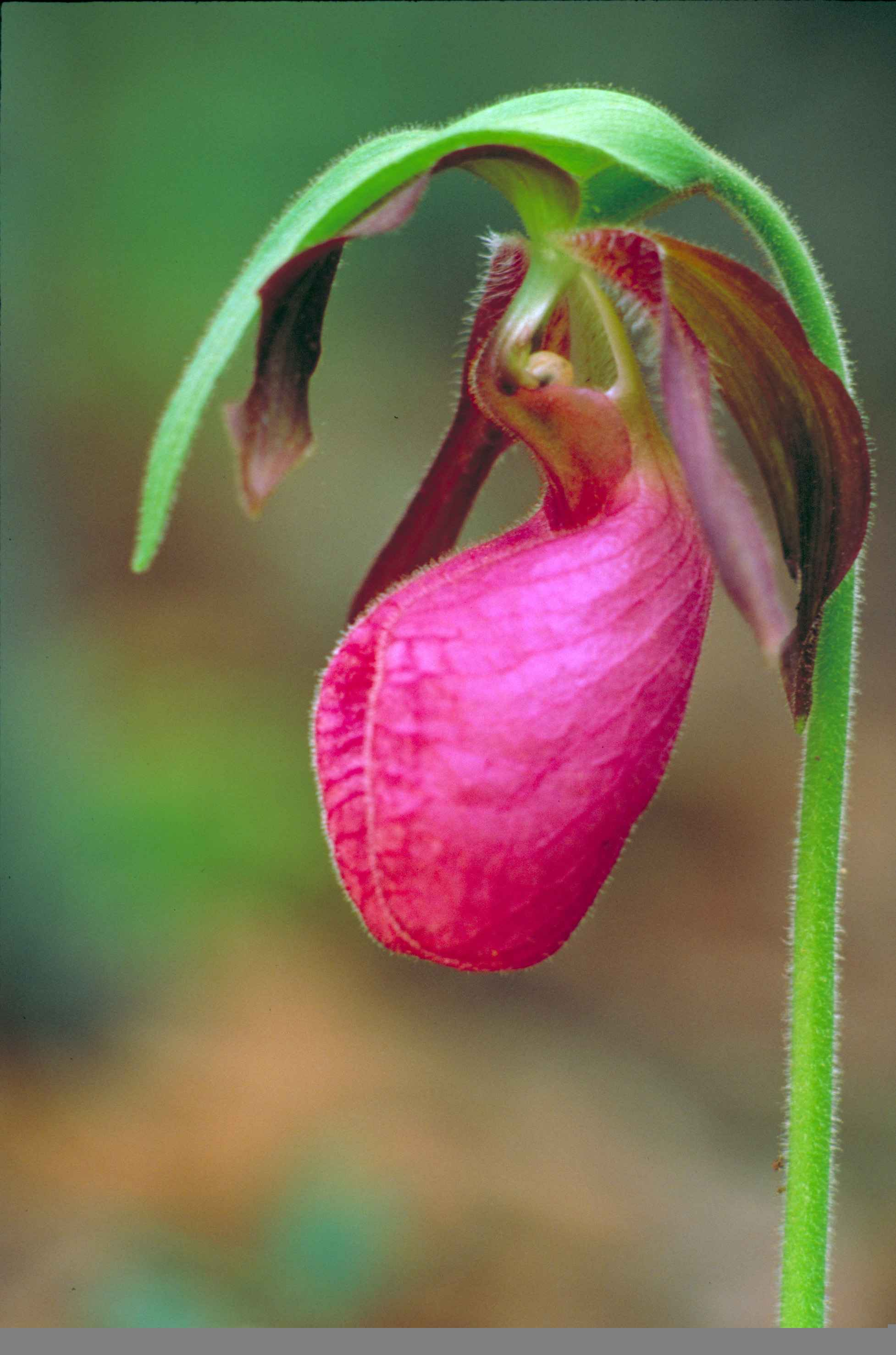